# Tomás Cabezón Casas
Tomás Cabezón Casas, né le 7 décembre 1981, est un homme politique espagnol membre du Parti populaire (PP).

## Biographie

### Vie privée
Il est célibataire.

### Activités politiques
Tomás Cabezón est le deuxième vice-président de la députation provinciale de Soria de 2011 à 2015. Il en est le vice-porte-parole de 2015 à 2016. Il est élu maire de Castilfrío de la Sierra en 2015 et le reste jusqu'en 2019.
Le 20 décembre 2015, il est élu sénateur pour Soria au Sénat et réélu en 2016.